# Иотапата
Иотапата  — эллинизированное название древне-библейского города Йодфат (ивр. יודפת‎), (Нав. 19:14), в колене Завулоновом. Иотапата известна по тому отчаянному мужеству, с которым Иосиф Флавий защищал её против римлян, во время Иудейской войны. Теперь Тель-Джефат (как думают Робинсон, Кейль, Сепп и др.)
Мошав Йодфат был создан в 1958 году учениками раввина и философа Йосефа Шехтера в 1,5 км от древнего Йодфата.

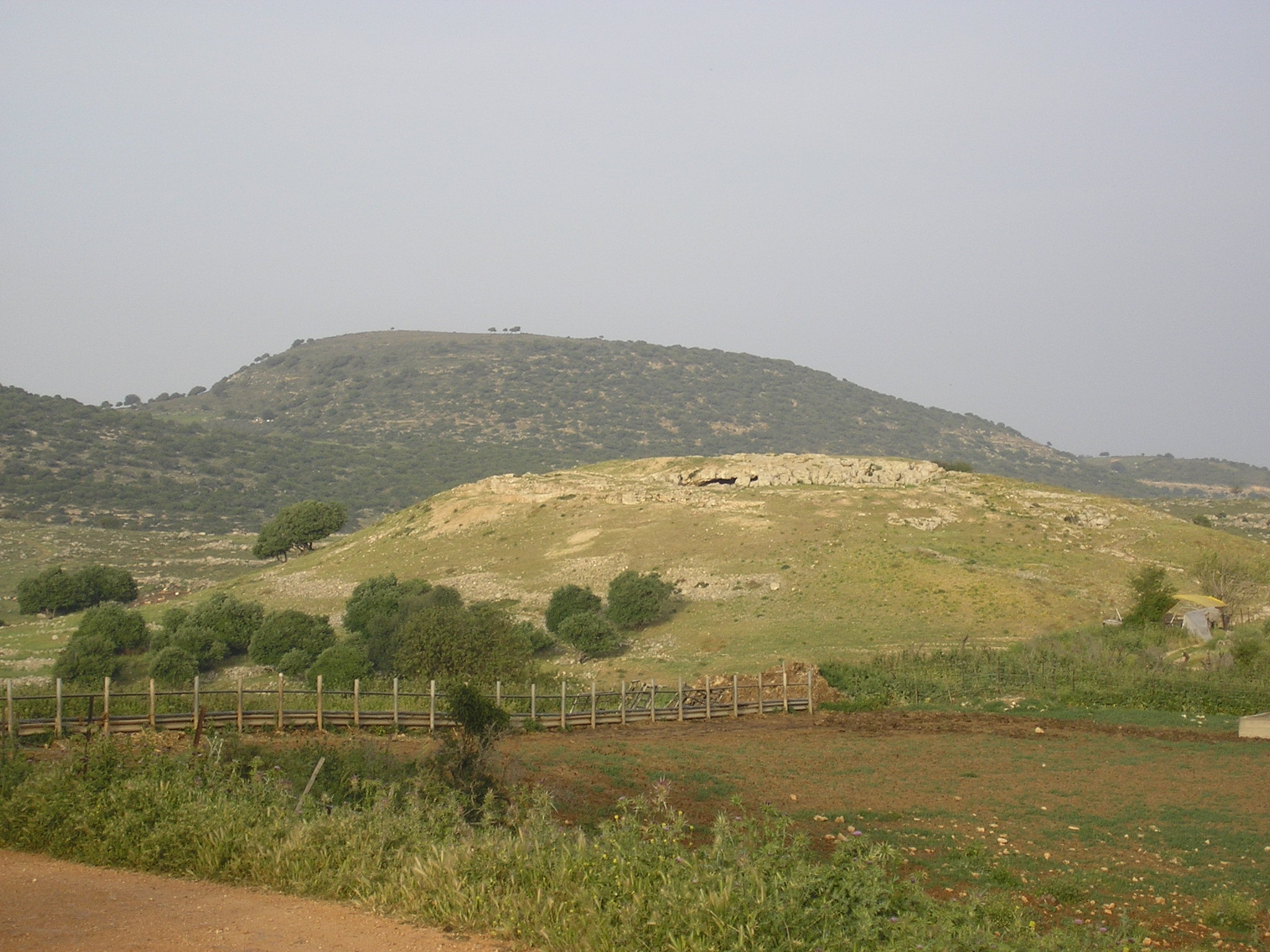
Место расположение древнего Йодфата